# Arthurian League
The Arthurian League är en engelsk fotbollsliga. Den är med i Amateur Football Alliance och således inte med i det engelska ligasystemet. Lagen som är med i ligan är huvudsakligen klubbar för före detta elever från olika allmänna skolor.
Ligan har funnits sedan 1961  och den har för närvarande (2008/09) sex divisioner, från Premier Division ner till Division Five.

## Mästare
Premier Division (kallades Division One till och med säsongen 1980-81)
| År      | Mästare           |
| ------- | ----------------- |
| 1963-64 | Old Malvernians   |
| 1964-65 | Old Malvernians   |
| 1965-66 | Lancing Old Boys  |
| 1966-67 | Old Brentwoods    |
| 1967-68 | Old Malvernians   |
| 1968-69 | Old Malvernians   |
| 1969-70 | Old Malvernians   |
| 1970-71 | Old Cholmeleians  |
| 1971-72 | Old Bradfieldians |
| 1972-73 | Old Foresters     |
| 1973-74 | Old Foresters     |
| 1974-75 | Old Brentwoods    |
| 1975-76 | Old Brentwoods    |
| 1976-77 | Old Aldenhamians  |
| 1977-78 | Old Harrovians    |
| 1978-79 | Old Carthusians   |
| 1979-80 | Old Brentwoods    |

| År      | Mästare          |
| ------- | ---------------- |
| 1980-81 | Old Brentwoods   |
| 1981-82 | Old Carthusians  |
| 1982-83 | Lancing Old Boys |
| 1983-84 | Lancing Old Boys |
| 1984-85 | Lancing Old Boys |
| 1985-86 | Old Chigwellians |
| 1986-87 | Old Cholmeleians |
| 1987-88 | Old Carthusians  |
| 1988-89 | Old Cholmeleians |
| 1989-90 | Old Chigwellians |
| 1990-91 | Lancing Old Boys |
| 1991-92 | Old Chigwellians |
| 1992-93 | Old Etonians     |
| 1993-94 | Lancing Old Boys |
| 1994-95 | Old Chigwellians |
| 1995-96 | Old Foresters    |
| 1996-97 | Old Foresters    |

| År        | Mästare           |
| --------- | ----------------- |
| 1997-98   | Old Foresters     |
| 1998-99   | Old Chigwellians  |
| 1999-2000 | Old Brentwoods    |
| 2000-01   | Tävlingen nedlagd |
| 2001-02   | Old Reptonians    |
| 2002-03   | Old Foresters     |
| 2003-04   | Old Harrovians    |
| 2004-05   | Old Etonians      |
| 2005-06   | Old Carthusians   |
| 2006-07   | Old Brentwoods    |
| 2007-08   | Old Carthusians   |
| 2008-09   | Old Carthusians   |
| 2009-10   | Old Harrovians    |